# Persepolis FC
Persepolis FC (persană:باشگاه فوتبال پرسپولیس, pronunțat Perspolis) este un club de fotbal iranian din Teheran. Este cunoscut și sub numele de Pirouzi ("victorie" în persană).

## Palmares

### Național
- Iranian Football League (Record)[2][3][4][5][6][7]

 Winners (15): 1971–72 1973–74, 1975–76, 1995–96, 1996–97, 1998–99 *, 1999–2000, 2001–02, 2007–08, 2016/17, 2017/18, 2018/19, 2019/20, 2020/21, 2022/23
 Runners-Up (7): 1974–75, 1976–77, 1977–78,  1989–90, 1992–93, 1993–94, 2000–01

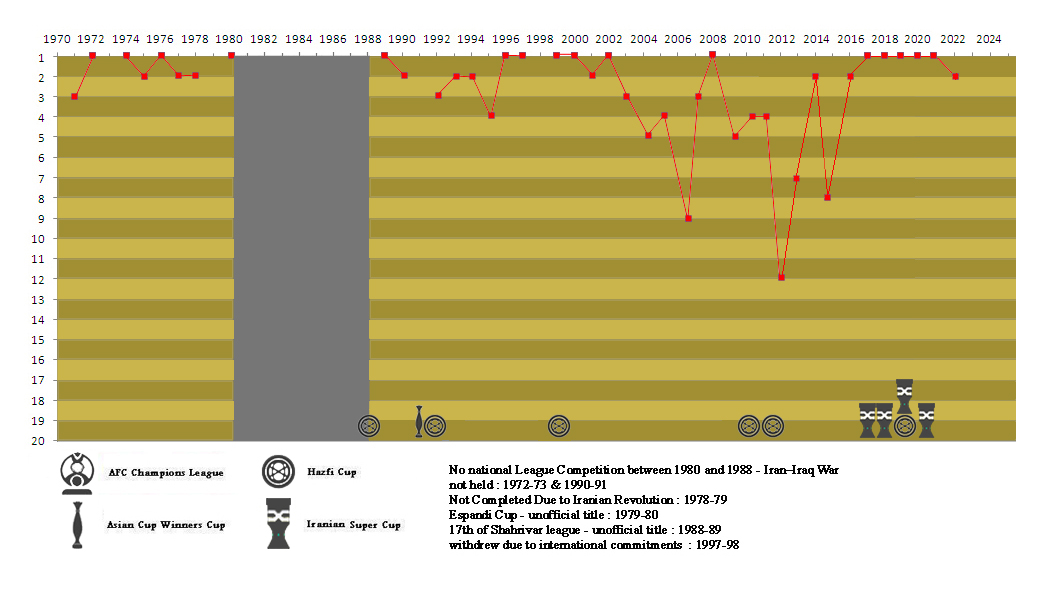
The Persepolis's positions

(* Won League title and Hazfi Cup)
- Hazfi Cup

 Winners (5): 1987–88, 1990–91, 1998–99 *, 2009–10, 2010–11
 Runners-Up (2): 2005–06, 2012–13
(* Won League title and Hazfi Cup)
- Espandi Cup

 Winner: 1979 *
(* First ever winners)
- Tehran Provincial League (Record)

 Winners (11):  1951-1952, 1958-1959, 1965-1966, 1968-1969, 1979-1980, 1982-1983, 1986-1987 *, 1987-1988, 1988-1989, 1989-1990, 1990-1991
 Runner-Up (3): 1981-1982, 1983-1984, 1991-1992
(* Won League title and Hazfi Cup)
- Tehran Hazfi Cup (Record)

 Winners (6):1947-1948, 1948-1949 , 1950-1951 ,1963-1964, 1981-1982, 1986-1987 *
 Runner-Up (1): 1980-1981
(* Won League title and Hazfi Cup)

### Continental
- Cupa Cupelor AFC

 Winner: 1991 *
 Runner-Up: 1993
(* First ever winners)

### Neoficiale
- Vahdat International Cup

 Winner: 1982
- Sharjah Friendship Cup

 Winner: 1995
- Al-Nasr International Tournament

 Runner-Up: 2009
- Velayat International Cup

 Winner: 2011

### Mențiuni
- IFFHS: Clubul continental al secolului 20

4th Place
- Best Team Month Football Asia

February 1998
- Iranian Team of the year

2007–08
- Best Fan Club

2012–13